# Johan Ulfstjerna (pjäs)
Johan Ulfstjerna är en pjäs av Tor Hedberg från 1907.
Pjäsen var inspirerad av händelserna i Helsingfors 16 juni 1904, då den avskydde och närmast diktatoriskt maktfullkomlige ryske generalguvernören Nikolaj Bobrikov mördades av den unge finske studenten Eugen Schauman. Pjäsen räknas som Hedbergs mästerverk framför de andra. Pjäsen uruppfördes på Svenska Teatern i Stockholm den 12 mars 1907.

## Filmatiseringar
- 1923 - Johan Ulfstjerna  med Ivan Hedqvist i titelrollen
- 1936 - Johan Ulfstjerna  med Gösta Ekman i titelrollen